# A Fragment of Ash
A Fragment of Ash è un cortometraggio muto del 1914 diretto da Langdon West.

## Trama
La relazione tra Algy Brooks e Jacyntha Carnforth si trovò improvvisamente a un punto morto quando Algy scoprì che avrebbe dovuto riconquistare il favore di lady Carnforth. Il modo di riuscirci risultava piuttosto fumoso, ma Brooks decise comunque di provarci.

La festa a Carnforth Hall era al suo apice quando sir Hickson Fipps apparve sulla scena. Il baronetto si trovava in cattive acque e una conversazione ascoltata per caso su gioielli veri e imitazioni gli diede l'idea di sfruttarla a suo vantaggio facendo una copia della famosa collana Carnforth scambiandola con l'originale. Per raggiungere i suoi scopi, Fipps corteggiò la cameriera Hortense. Anche se non lo riconobbe, lady Carnforth assistette a uno dei loro incontri cosa che portò al licenziamento della ragazza. Nel frattempo, Fipps era riuscito ad ottenere il duplicato ma, sorpreso durante lo scambio nel boudoir di lady Carnforth, era fuggito con la valigetta contenente la copia. Non riuscendo a trovare un nascondiglio, aveva lasciato cadere la valigetta in un pozzo asciutto. Anche se in possesso della vera collana, Fipps non poteva farne niente finché il gioiello non fosse stato sostituito con la copia. Scrisse così una lettera che indicava nel pozzo il luogo dove si trovava la valigetta, firmandola con il nome di Hortense. Algy scese allora nel pozzo, recuperando la valigetta. Ma, aprendola, notò con stupore un mucchietto di cenere che gli richiamò immediatamente la visione della speciale cenere che formava il tabacco dell'unico tipo di sigaretta che fumava sir Fipps, fissato come tutti sapevano per quella caratteristica marca. Accusato del crimine, Fipps crollò confessando tutto. Algy, giudicando il momento a lui propizio, ripropose allora la sua causa davanti a lady Carnforth che finalmente gli accordò il premio che era riuscito a vincere.

## Produzione
Il film fu prodotto dalla Edison Company.

## Distribuzione
Distribuito dalla General Film Company, il film - un cortometraggio in una bobina - uscì nelle sale cinematografiche degli Stati Uniti il 10 ottobre 1914.